# Symphony X
Симфони екс (изворно Symphony X — на енг. Симфонија Икс) је име северноамеричког бенда из Њу Џерзија (енгл. New Jersey). Бенд је основан 1994. године од стране гитаристе Мајкла Ромеа. По жанру спадају у прогресивни метал али њихов звук садржи и елементе пауер (енгл. power) и симфоничног метала.

## Састав
Тренутни чланови:
- Расел Ален (Russell Allen) — Вокал
- Мајкл Ромео (Michael Romeo) — Гитара
- Мајкл Пинела (Michael Pinnella) — Клавијатура
- Мајкл Лепонд (Michael Lepond) — Бас
- Џејсон Руло (Jason Rullo) — Бубњеви

Бивши чланови:
- Род Тајлер (Rod Tyler) — Вокал
- Томас Милер (Thomas Miller) — Бас
- Томас Волинг (Thomas Walling) — Бубњеви

## Дискографија
| Датум издавања | Наслов                      | Врста           | Издавач          |
| 1994.          | Symphony X                  | Комплетан албум | Zero Corporation |
| 1995.          | The Damnation Game          | Комплетан албум | Zero Corporation |
| 1997.          | The Divine Wings Of Tragedy | Комплетан албум | Zero Corporation |
| 1998.          | Twilight In Olympus         | Комплетан албум | Zero Corporation |
| 1998.          | Prelude to the Millennium   | Компилација     | InsideOut        |
| 2000.          | V: The New Mythology Suite  | Комплетан албум | InsideOut        |
| 2001.          | Live on the Edge of Forever | Албум уживо     | InsideOut        |
| 2002.          | The Odyssey                 | Комплетан Албум | InsideOut        |
| Јун 2007.      | Paradise Lost               | Комплетан Албум | InsideOut        |
| Јун 2011.      | Iconoclast                  | Комплетан Албум | Nuclear Blast    |
| Јул 2015.      | Underworld                  | Комплетан Албум | Nuclear Blast    |